# جون دوران (لاعب كرة قاعدة)
جون دوران (بالإنجليزية: John Doran)‏ هو لاعب كرة قاعدة أمريكي، (ولد في شيكاغو في الولايات المتحدة 1867  م).

## وصلات خارجية
- جون دوران على موقعبيزبول رفرنس.كوم (الدوري الرئيسي) (الإنجليزية)
- جون دوران على موقعبيزبول رفرنس.كوم (الدوري الثانوي) (الإنجليزية)